# Badd Blood: In Your House
Badd Blood: In Your House — восемнадцатое в истории PPV-шоу In Your House, производства американского рестлинг-промоушна World Wrestling Federation (WWF). Шоу прошло 5 октября 1997 года на арене «Киль-центр» в Сент-Луисе, Миссури, США. На шоу было проведено семь матчей.
Это шоу было примечательно тем, что на нем состоялся первый в истории матч «Ад в клетке», в котором Гробовщик встретился с Шоном Майклзом, а также дебютировал сюжетный брат Гробовщика — Кейн, который вмешался в этот матч, что позволило Майклзу победить и стать претендентом номер один на титул чемпиона WWF против действующего чемпиона Брета Харта на Survivor Series. На этом шоу Винс Макмэн в последний раз был в составе комментаторской команды на PPV-шоу.

## Результаты
| #                             | Матч | Тип матча                                                                                    | Время |
| ----------------------------- | --- | -------------------------------------------------------------------------------------------- | ----- |
| 1                             | «Нация доминации» (Ди’Ло Браун, Кама Мустафа и Рокки Майвиа) победила «Легион судьбы» (Зверь и Ятреб)                                                           | Гандикап-матч                                                                                | 12:02 |
| 2                             | Макс Мини и Нова победили Мозаика и Тарантула | Командный матч                                                                               | 6:43  |
| 3                             | «Годвинны» (Генри О. Годвинн и Финеас И. Годвинн) (с Дядей Клетусом) победили «Хедбэнгеров» (Мош и Трэшер) (c)                                                  | Командный матч за командное чемпионство WWF                                                  | 12:18 |
| 4                             | Оуэн Харт победил Фаарука | Одиночный матч за титул интерконтинентального чемпиона WWF                                   | 7:16  |
| 5                             | «Ученики Апокалипсиса» (8-й шар, Чейнз, Краш и Череп) победили «Лос Борикуас» (Хесус Кастильо-младший, Хосе Эстрада-младший, Мигель Перес-младший и Савио Вега) | Командный матч восьми человек                                                                | 9:11  |
| 6                             | Брет Харт и Британский бульдог победили Патриота и Вейдера | Матч с флагами                                                                               | 23:13 |
| 7                             | Шон Майклз победил Гробовщика | Матч «Ад в клетке» для определения претендента № 1 на звание чемпиона WWF на Survivor Series | 30:00 |
| (c) — чемпион на начало матча | |                                                                                              |       |